# Katharina
Katharina er et pigenavn, der stammer fra græsk "Aikaterinē" (Αικατερίνη). Navnets etymologi er usikker, men på et tidspunkt er det blevet påvirket af det græske ord "Katharos", som betyder "ren".
Navnet kan staves på adskillige måder. På dansk bruges især Katrine, Katharine, Katrina, Catharina, Katarina, Katherina, Kathrina, Catrine, Cathrine og Kathrin.  En særlig skotsk form er Catriona, som igen har variationer. Omkring 19.000 danskere bærer et af navnene ifølge Danmarks Statistik, heraf er især Katrine populær med næsten 12.000 bærere.
Se endvidere Katja og Kate.

## Kendte personer med navnet

### Kongelige
- Katarina 1. af Rusland.
- Katarina 2. af Rusland, også kendt som Katarina den Store.
- Katharina af Aragonien, gift med Henrik 8. af England.
- Katarina af Medici, gift med Henrik 2. af Frankrig.
- Catherine, Prinsesse af Wales, gift med William, Prins af Wales

### Andre personer
- Katharina af Alexandria, katolsk helgen.
- Catherine Bell, britisk-amerikansk skuespiller.
- Katharina von Bora, gift med Martin Luther.
- Catherine Deneuve, fransk skuespiller.
- Katrine Fruelund, dansk håndboldspiller.
- Katrine Marie Guldager, dansk forfatter.
- Katrine Hauch-Fausbøll, dansk forfatter.
- Katharine Hepburn, amerikansk skuespiller.
- Katrine Winkel Holm, dansk teolog og samfundsdebattør.
- Katrine Jensenius, dansk skuespiller.
- Katrina Leskanich, amerikansk sanger og musiker i Katrina and the Waves.
- Katrine Lunde, norsk håndboldspiller.
- Virginia Katherine McMath, amerikansk skuespiller og danser, bedre kendt som Ginger Rogers.
- Katrine Wiedemann, dansk sceneinstruktør.
- Catherine Zeta-Jones, walisisk skuespiller.

## Navnet anvendt i fiktion
- I Matador er Katrine navnet på grisehandler Oluf Larsensjordbundne og retskafne kone. Hun spilles af Lily Broberg.
- Katharina Blums tabte ære er en roman af Heinrich Böll. Romanen er også filmatiseret.
- Romanen Catriona af Robert Louis Stevenson fra 1893 er en fortsættelse af romanen Kidnappet.

## Andre anvendelser
- Sankt Katharine Sogn er beliggende i Ribe Stift.
- Sankt Catharinæ Sogn er beliggende i Hjørring i Aalborg Stift
- Sankt Katharinæ Kloster og kirke var et dominikanerkloster beliggende i Ribe
- Orkan Katrina var en voldsom orkan, der ramte New Orleans i 2005 og forårsagede omfattende ødelæggelser.